# کان-وو پیک
کان-وو پیک (کره‌ای: 백건우؛ زادهٔ ۱۰ مارس ۱۹۴۶ میلادی) یک نوازنده پیانو اهل کره جنوبی است. پیک از سال ۱۹۷۴ به همراه همسرش، بازیگر یون جونگ هی در پاریس اقامت دارد. یون ستاره‌ای در اواخر دهه ۱۹۶۰ است که معمولاً توسط رسانه‌های خبری کره جنوبی به عنوان یکی از «نخستین تروئیکا» به همراه دو بازیگر زن دیگر رقیب، مون هی و نام جونگ-ایم، شناخته می‌شود.  این زوج یک دختر به نام پایک جین-هی دارند که نوازندهٔ ویولن است.